# Great Keppel Island
Great Keppel Island ligt 15 kilometer van de kust van Yeppoon, Queensland, Australië. Het eiland is het grootste van de achttien eilanden van de Keppel-groep, en beslaat een gebied van meer dan 14,5 vierkante kilometer. De eilanden zijn zo genoemd door kapitein James Cook in 1770 naar admiraal Augustus Keppel.
Het eiland is altijd populair geweest onder bezoekers. Het omringende water bevat vele vissoorten en andere zeedieren. Tijdens het begin van de Europese geschiedenis werd het gebied gebruikt om schapen te fokken. Tegenwoordig is het een toeristenbestemming. Het tropische klimaat en de verschillende stranden trekken toeristen van heinde en verre aan. Er zijn een aantal accommodaties waar ze kunnen verblijven, waaronder het grote Great Keppel Island Resort. Het eiland is bereikbaar via veerponten en een vliegtuig. 
Een groot deel van het eiland is een nationaal park, daarnaast ligt het eiland zelf in het Keppel Bay Islands Nationale Park.